# Ford Mainline

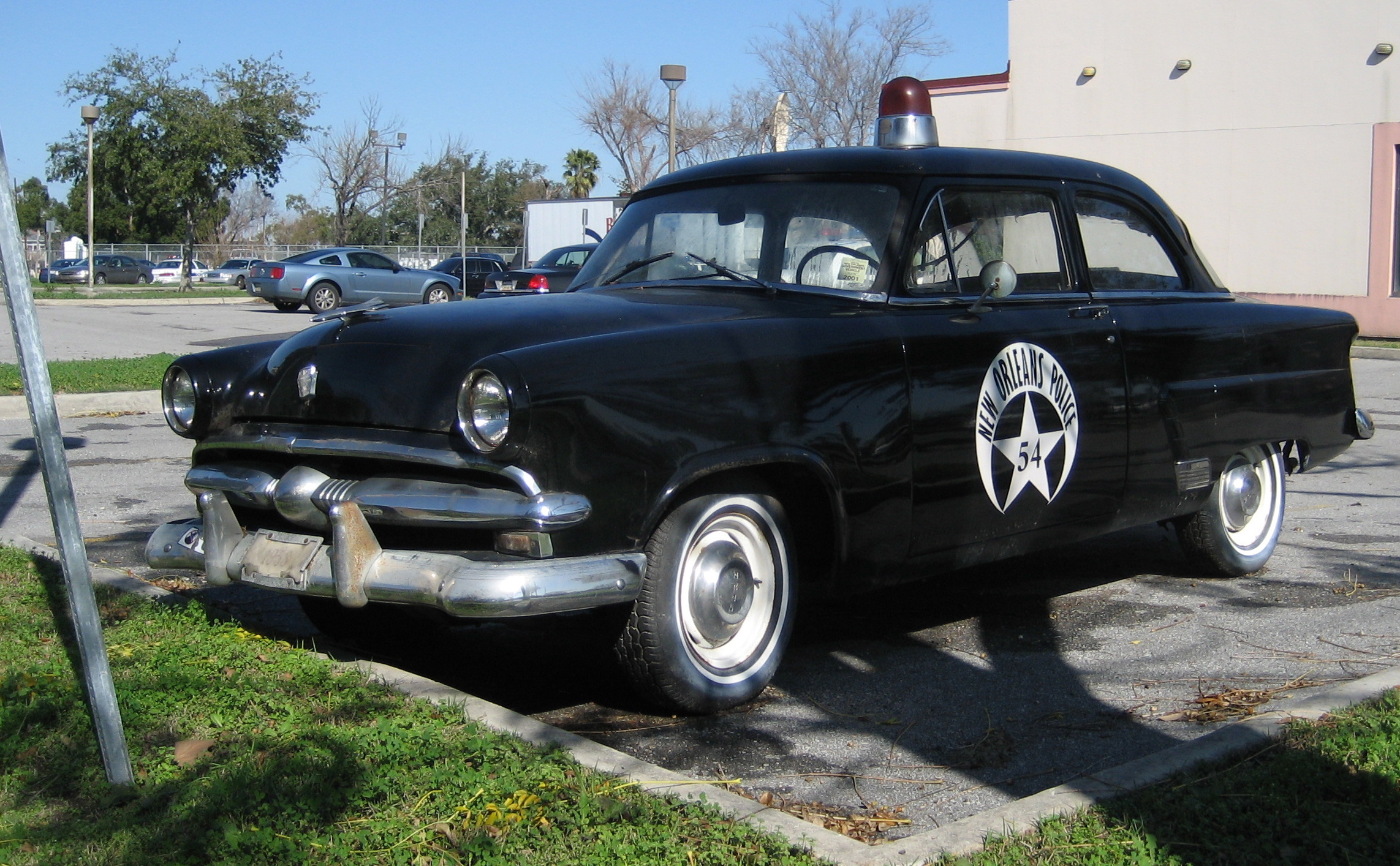
En Ford Mainline årsmodell 1953 som polisbil i New Orleans

Ford Mainline var en amerikansk bilmodell tillverkad modellåren 1952-1956 av Ford Motor Company. Mainline var bas-modellen under Ford Customline, Ford Crestline och senare Ford Fairlane. Inför 1957 ändrade man modellnamnet till Ford Custom.

## Produktion
Mainlineserien erbjöds från början i fyra olika karossalternativ: en sexsitsig två-dörrars stationsvagn kallad Ranch Wagon, en två-dörrars sedan kallad Tudor Sedan, en två-dörrars coupe kallad Business Coupe och en fyra-dörrars sedan kallad Fordor Sedan.
Inför modellåret 1955 bröts alla stationsvagnar ur sina olika modeller och bildade en egen serie kallad Station Wagon. 
| Kod    | Modellnamn     | Antal   |
| 59 A   | Ranch Wagon    | 143 857 |
| 70 A   | Tudor Sedan    | 539 927 |
| 72 C   | Business Coupe | 53 911  |
| 73 A   | Fordor Sedan   | 257 303 |
| Totalt | Mainline       | 994 998 |
| ------ | -------------- | ------- |

## Bildgalleri

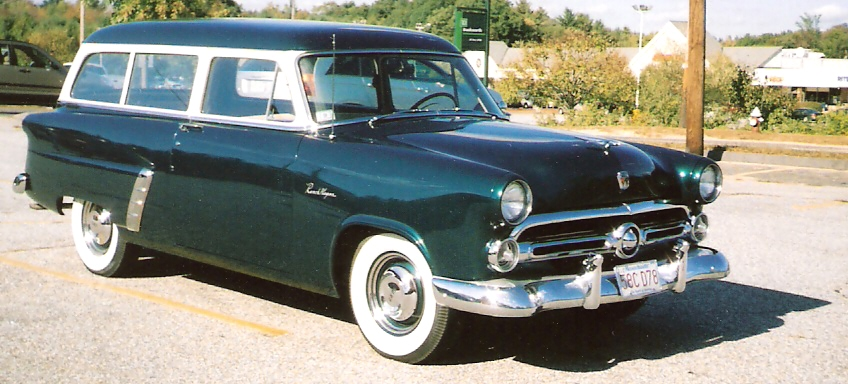
1952 Ford Mainline Ranch Wagon
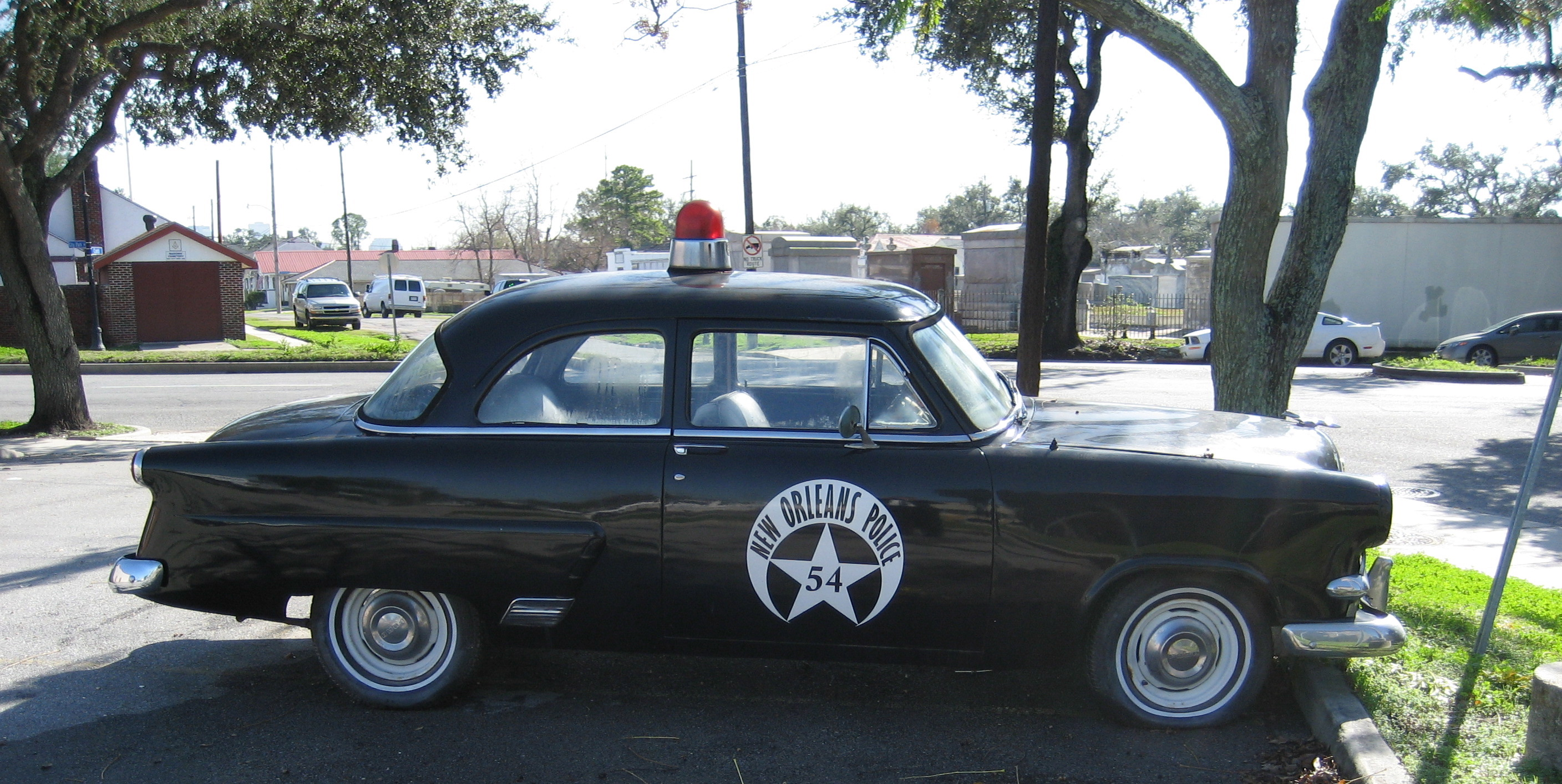
1953 Ford Mainline Tudor Sedan (i amerikanskt polisutförande)
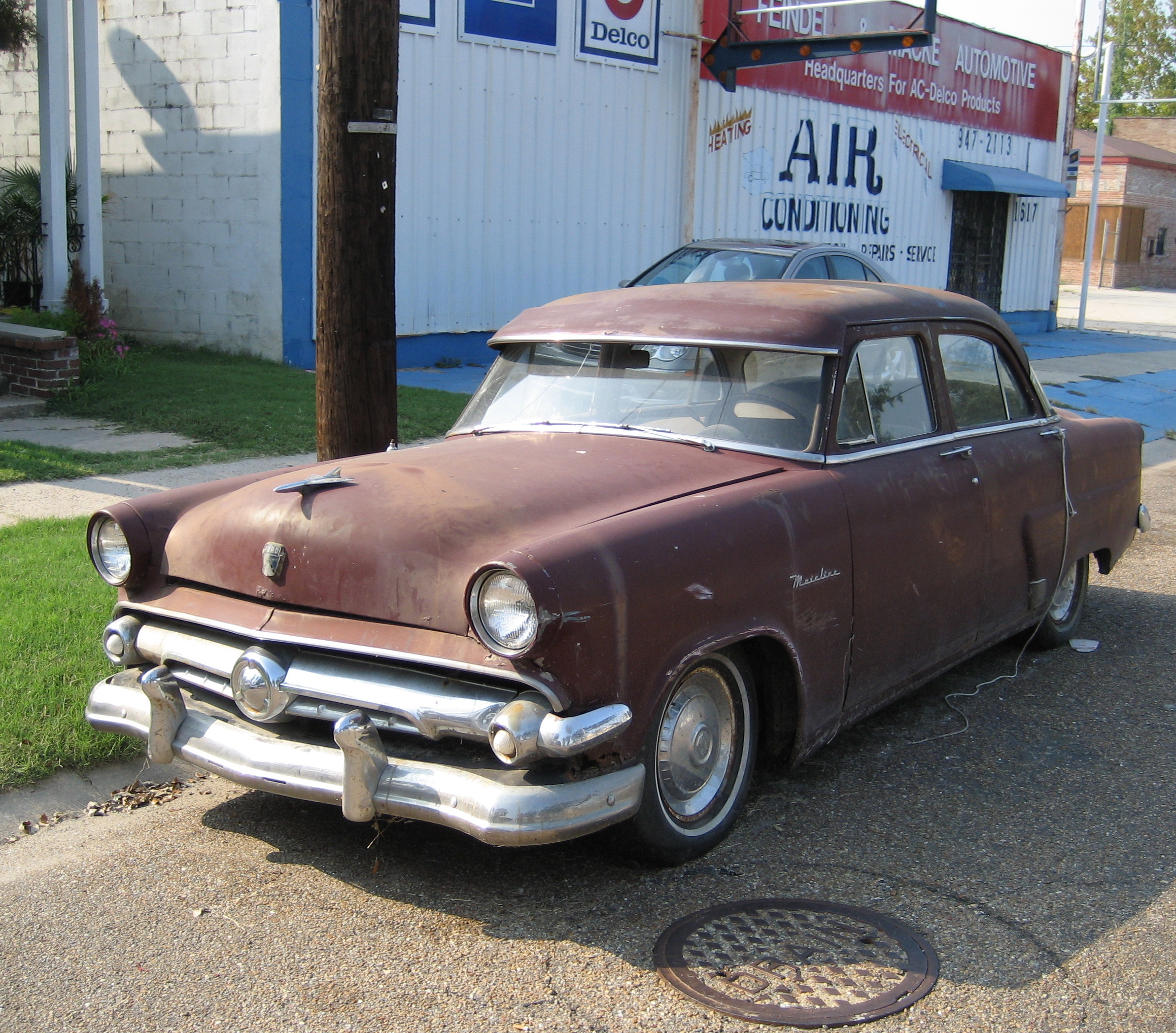
1954 Ford Mainline Fordor Sedan

### Fotnoter
1. ↑  Produktion av Ranch Wagon uppdelad på modellår: 1952 (32 566), 1953 (66 976), 1954 (44 315)
2. ↑  Produktion av Tudor Sedan uppdelad på modellår: 1952 (79 931), 1953 (152 995), 1954 (123 329), 1955 (76 698), 1956 (106 974)
3. ↑  Produktion av Business Coupe uppdelad på modellår: 1952 (10 137), 1953 (16 280), 1954 (10 665), 1955 (8 809), 1956 (8 020)
4. ↑  Produktion av Fordor Sedan uppdelad på modellår: 1952 (41 227), 1953 (69 463), 1954 (55 371), 1955 (41 794), 1956 (49 448)
5. ↑  Total produktion av Mainline uppdelad på modellår: 1952 (163 861), 1953 (305 714), 1954 (233 680), 1955 (127 301), 1956 (164 442)